# 蛇帯

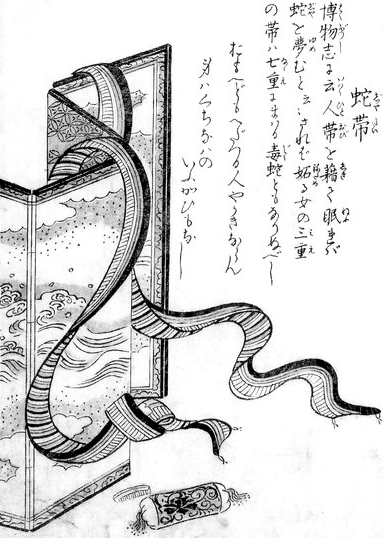
鳥山石燕『今昔百鬼拾遺』より「蛇帯」

蛇帯（じゃたい）は、鳥山石燕による江戸時代の妖怪画集『今昔百鬼拾遺』で描かれている日本の妖怪の一つで、帯の妖怪。

## 概要
『今昔百鬼拾遺』には帯が蛇状の妖怪と化した画図が描かれており、解説文には以下のように述べられている。
「博物志に云」以降は中国の晋代の民俗風物誌『博物志』からの引用として、「人帯を敷いて眠ると蛇の夢を見る」と述べられており、日本でも愛媛県などの俗信で、枕元に帯を置いて寝ると蛇の夢を見るといわれている。また「妬る」以降の一文は、嫉妬する女の三重の帯が七重に回る毒蛇にもなるとの意味である。
現在ではこの妖怪画は、「邪心（じゃしん）」と「蛇身（じゃしん）」の語呂合わせで描かれたものと解釈されており、同様に邪心と蛇身を掛けて創作された妖怪に、同じく『今昔百鬼拾遺』に収録されている布の妖怪「機尋」がある。
また近年の妖怪関連の文献では、女の嫉妬心が帯に取り憑いて蛇となり、相手の男を絞め殺そうとするものなどと解説されていることもある。
蛇は女性の嫉妬心、邪心などの異形の心を比喩するイメージとしてしばしば使用されるものであり、女性の邪心と蛇にまつわる説話も多い。江戸時代の怪談集『諸国百物語』では「土佐の国にて女のしうしん蛇になりし事」と題し、土佐国（現・高知県）で嫉妬深い女房を夫が殺したところ、そばの木から大蛇が現れて執拗に男を追いかけ、たまりかねた男が海に身を投げて死んだという話がある。